# Tontelange
Tontelange (prononcé /tɔ̃t.lɑ̃ʒ/, en allemand Tontelingen, en luxembourgeois Tonteléng et Tontel, en wallon Tontlindje) est une section et un village de la commune belge d'Attert située en province de Luxembourg et Région wallonne.

## Toponymie
Tontelange a la terminaison en ange qui renvoie à l'allemand ingen, qui signifie « les gens de ». Donc Tontelingen signifie « les gens de Tontel ».

## Géographie
Le village se situe au nord de la ville d'Arlon. Il est délimité à l'ouest par la route nationale N4 (Arlon-Bastogne) et à l'est par la frontière luxembourgeoise.
Le ruisseau Peilz, affluent de la Pall, prend ses sources à l'est du village. La Pall, affluent de l'Attert, prend ses sources un peu plus au sud près de Bonnert.

### Les noms de rue
Avant 1998, il n'y avait pas de noms de rue mais des lieux-dits.
La commune d'Attert a réalisé le travail de nommage en collaboration avec les diverses associations de l'Arelerland.
Par exemple, on a le « Petit Val » au lieu de « rue du vallon ». Mais autre part, on disait « Am Foburg » et c'est resté « Le Faubourg », mais en deux langues (français et luxembourgeois).

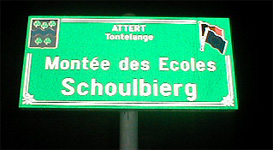
Plaque bilingue
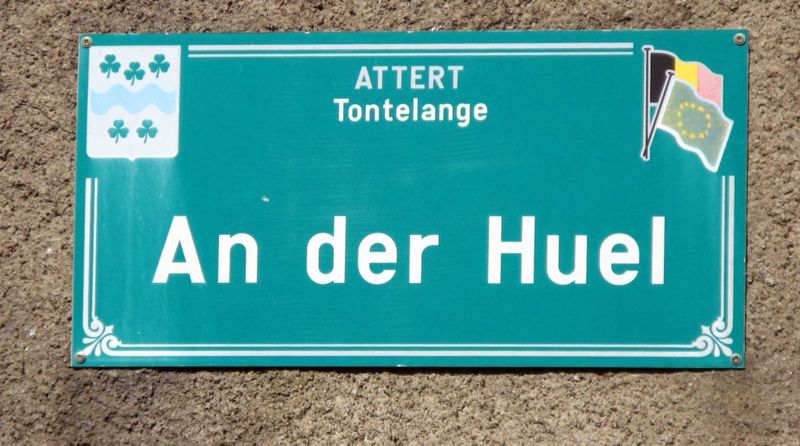
Nom en luxembourgeois

### La borne frontièreno121
La borne frontière no 121 est située entre Tontelange (Belgique) et Oberpallen (Luxembourg).
Le tracé de la frontière belgo-luxembourgeoise a été défini lors de la conférence de Londres du 19 avril 1839. Seules furent laissées à la Belgique la partie francophone du Luxembourg et la région d'Arlon (l'Arelerland). Le 7 août 1843 furent installées 507 bornes, dont 287 en fonte (deux bornes portent le numéro 1), le long de la frontière à la suite du traité de Maastricht.
De chaque côté des bornes se trouvent les armoiries respectives. De nombreuses bornes portent des marques d'impacts causés lors des guerres mondiales. À la suite de l’annexion de la Prusse en 1919, la frontière belgo-luxembourgeoise est représentée par des bornes en pierre qui sont numérotées de 52 à 75 dans les cantons de l'Est.

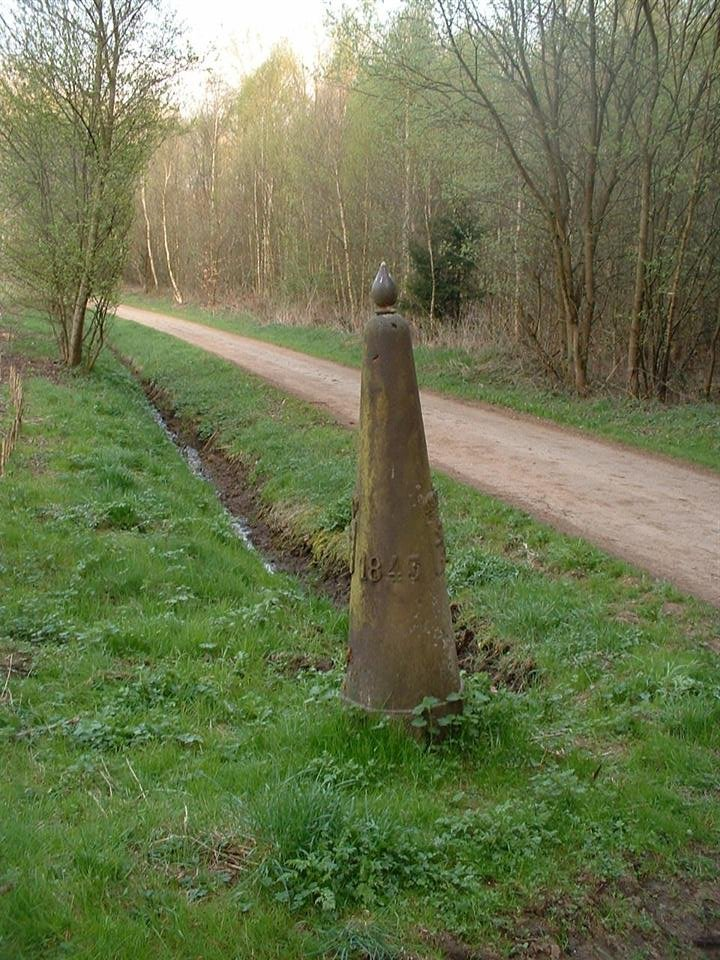
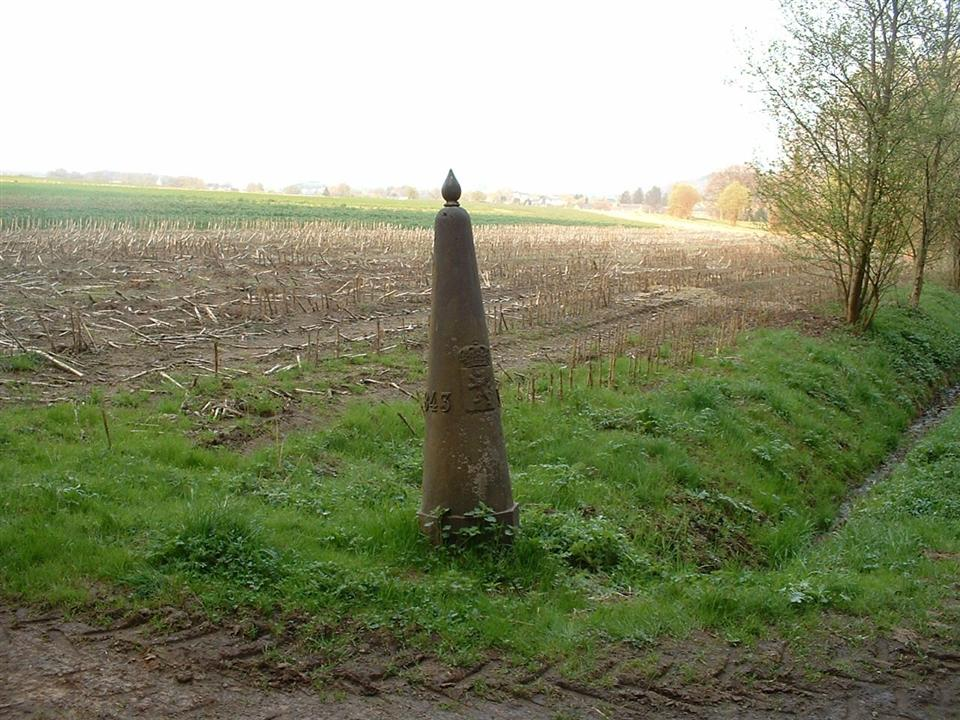
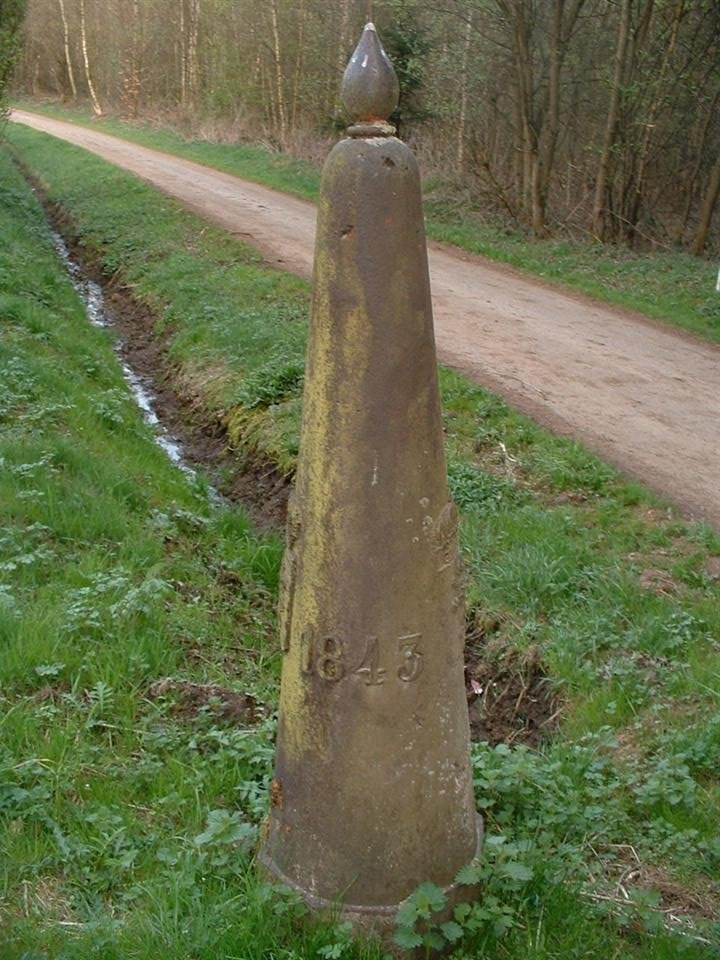
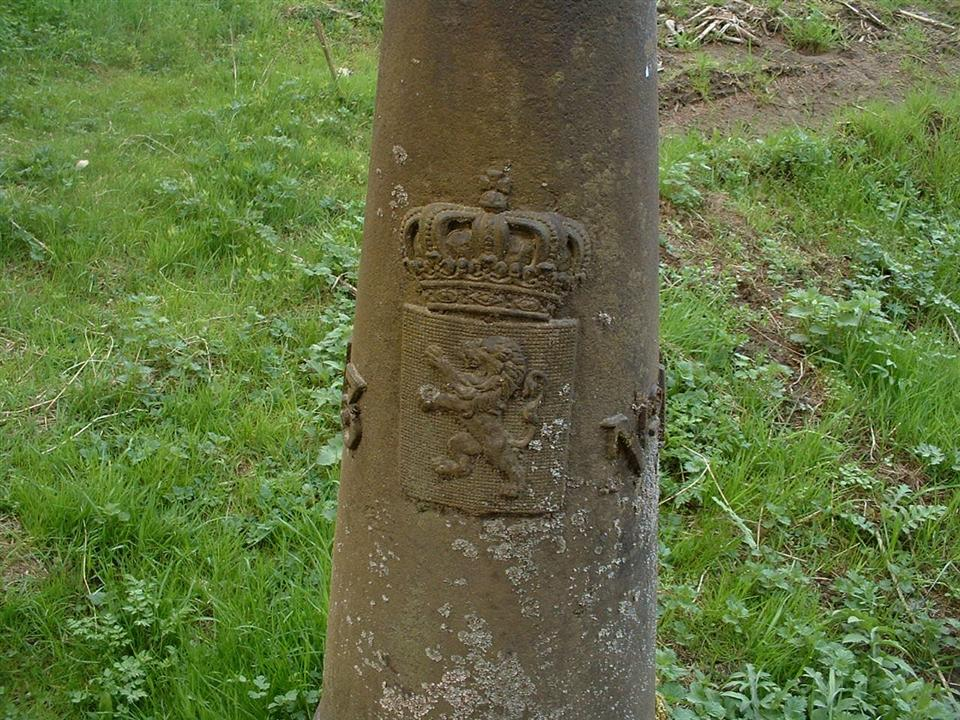
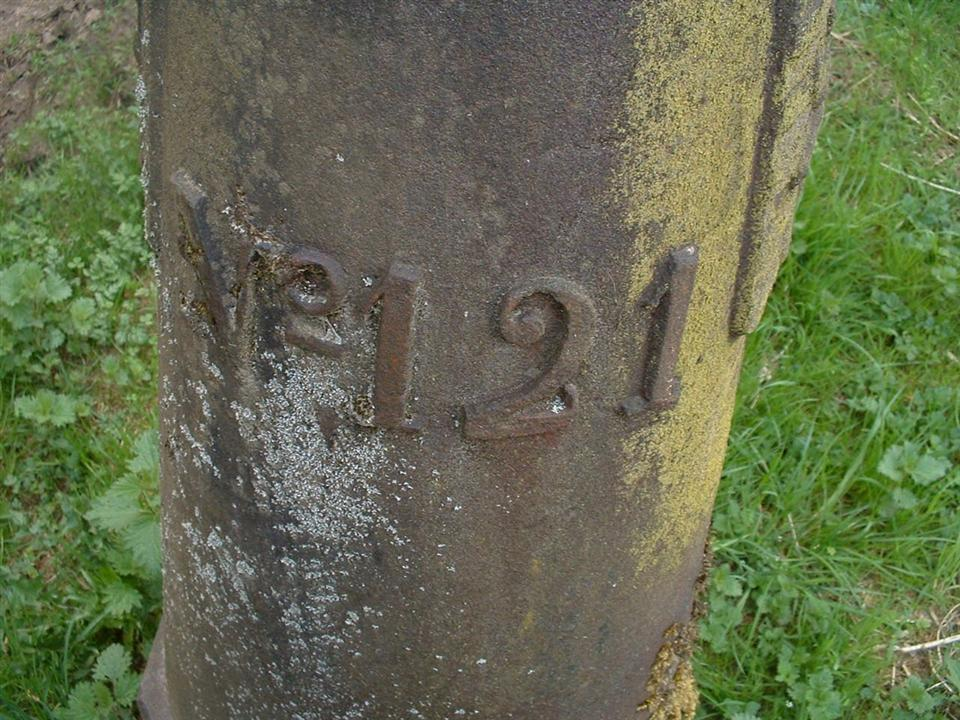
Le numéro 121
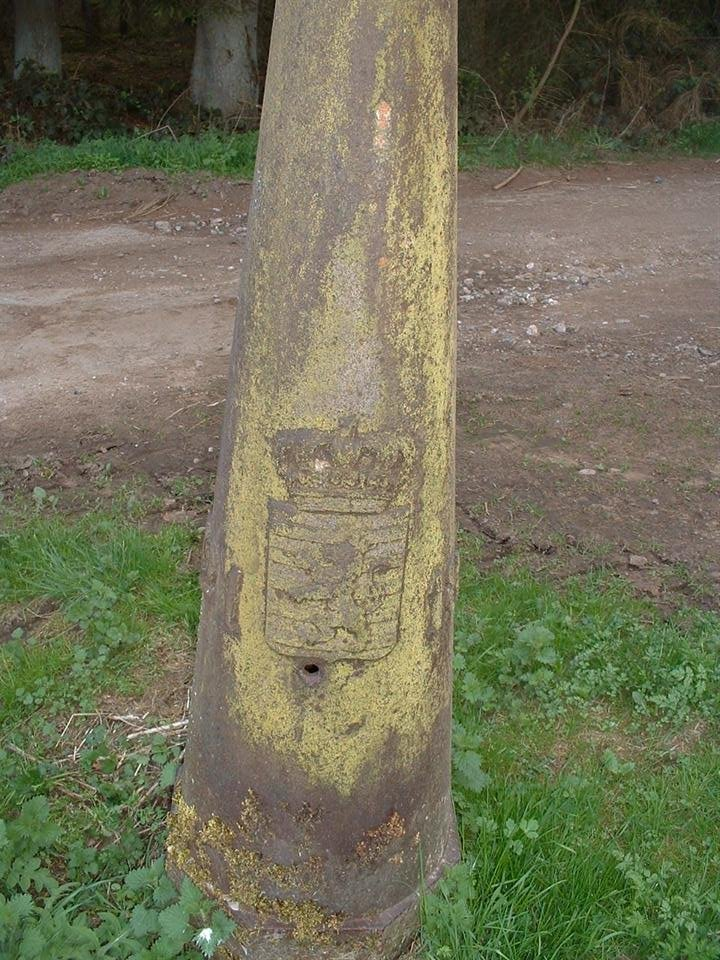
Un trou de cartouche

## Histoire
Tontelange était une commune à part entière depuis sa fusion avec Metzert en 1865 jusqu'à la fusion des communes de 1977. Elle avait déjà été rattachée à Attert sous le régime français jusqu'en 1865.

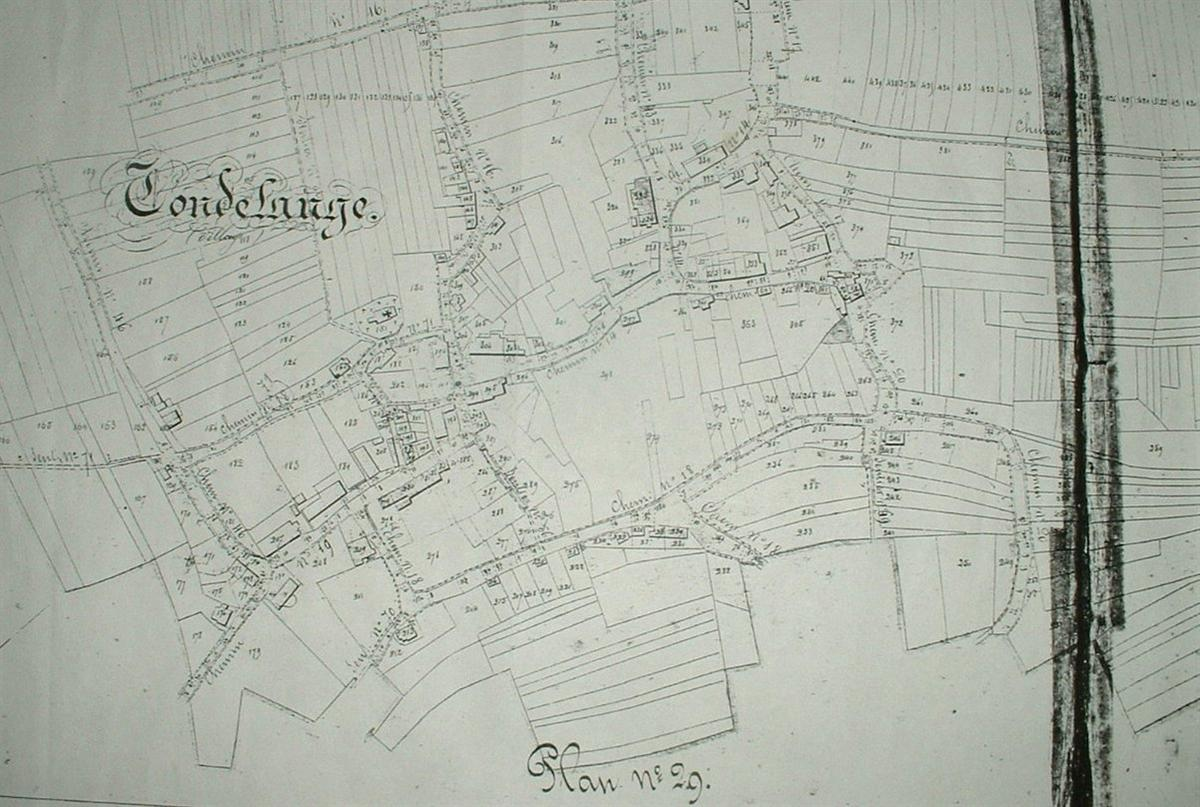
Plan du village en 1876[3].
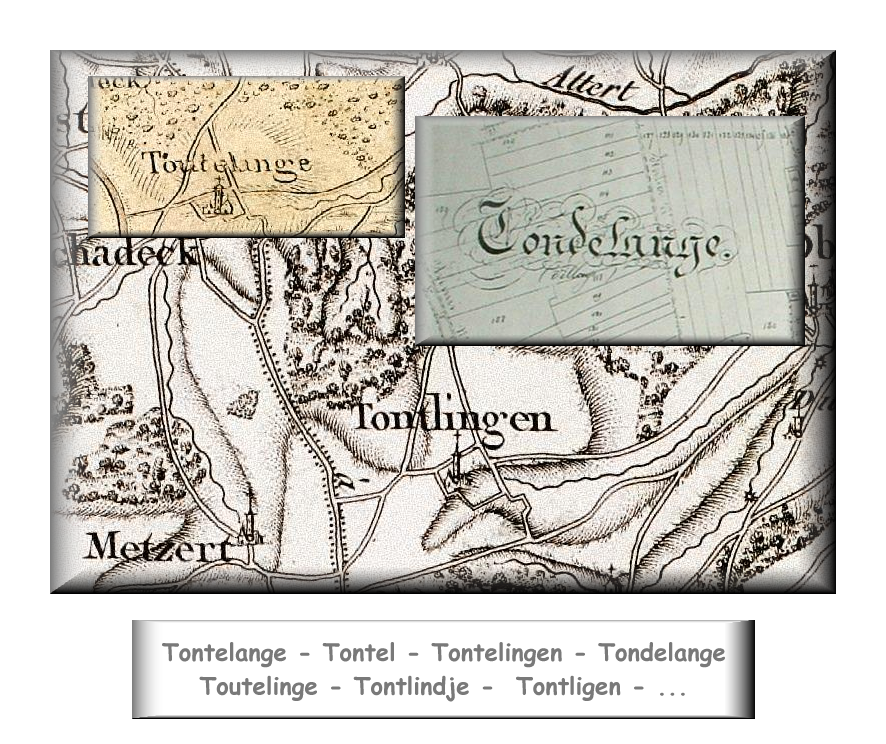
Les différentes orthographes de Tontelange.

## Patrimoine et culture

### Patrimoine architectural
- Le monument aux morts commémore les hommes fusillés par la Gestapo le 1er septembre 1944.

### Culture

#### Bière
La bière, dite « Tontelinette », est brassée à Bouillon.

## Galerie

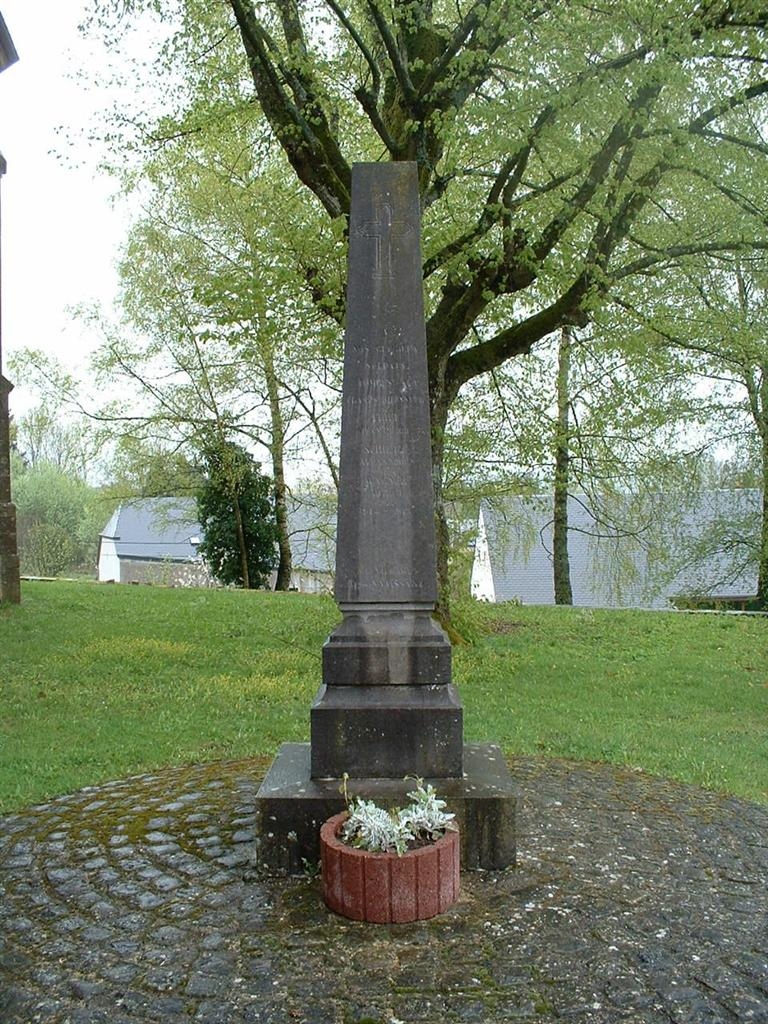
Monument de la guerre 1914–1918.
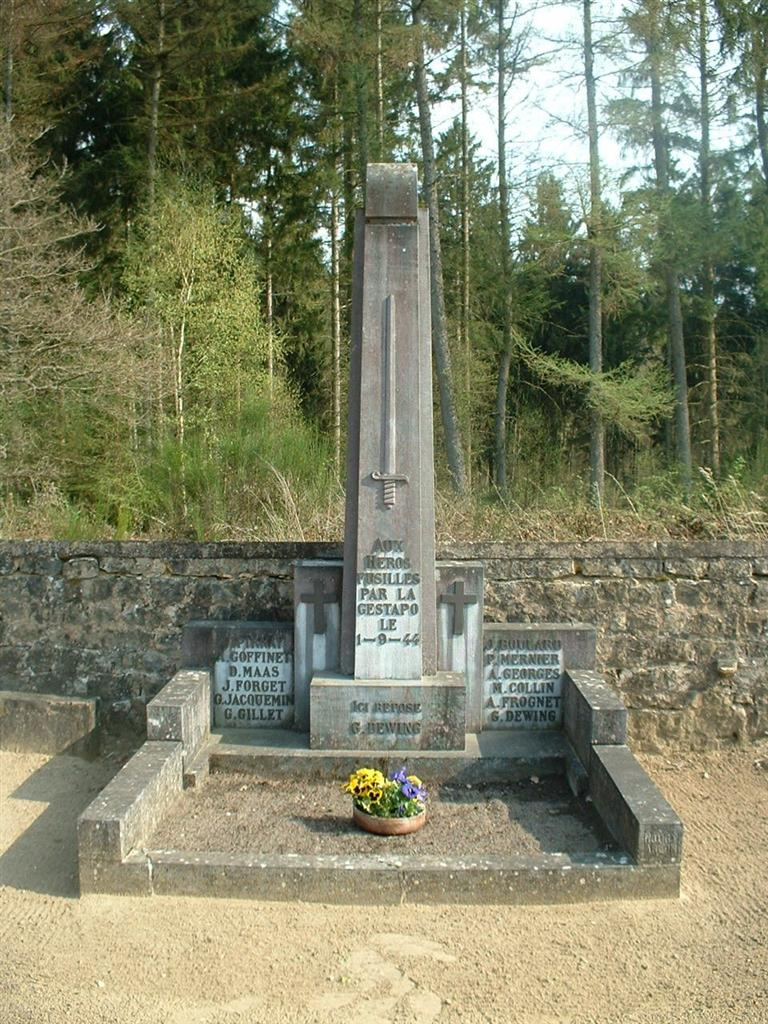
Monument aux morts de la guerre 1940–1945.
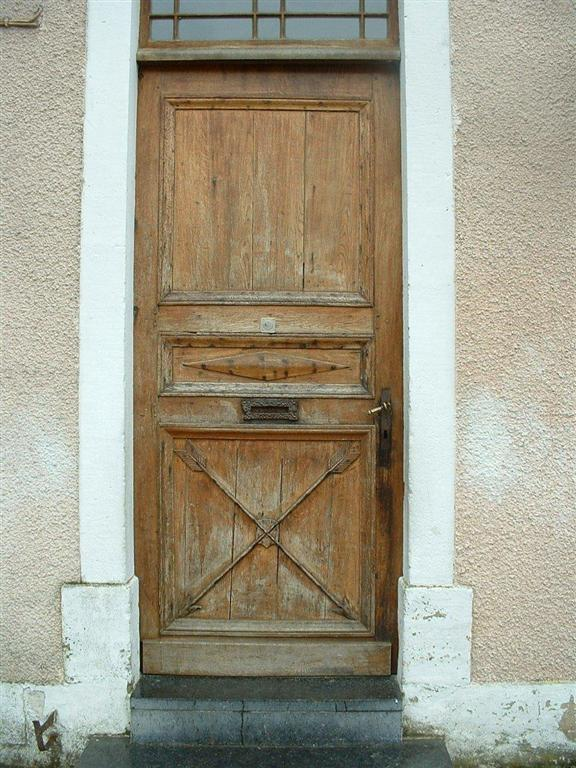
Porte typique, ici deux flèches à la salle des fêtes Saint-Hubert.

## Sport et vie associative

### Sport
Parmi les activités sportives et culturelles il faut signaler l'équipe de football qui joue en deuxième provinciale belge.